# Prusice (Trzebnica)
Pour les articles homonymes, voir Prusice.
Prusice est une ville de Pologne, située dans la voïvodie de Basse-Silésie. Elle est le chef-lieu de la gmina de Prusice, dans le powiat de Trzebnica.